# 动脉硬化
动脉硬化（英語：Arteriosclerosis）是指动脉壁变厚、变硬并失去弹性的过程。这一过程会使得脏器、组织的供血逐渐减少，并因动脉粥样硬化（动脉硬化的一种，因脂肪、胆固醇在动脉沉积引发）而产生严重的健康问题。

## 形成
低密度脂蛋白（LDL）俗稱「壞的膽固醇」，容易附着在血管壁上，是形成动脉硬化的元兇之一。:80

## 症状
动脉硬化的症状有：突发虚弱、面部或下肢麻木、思考混乱、无法理解语言并注意到问题等。